# Thrasya petrosa
Thrasya petrosa är en gräsart som först beskrevs av Carl Bernhard von Trinius, och fick sitt nu gällande namn av Mary Agnes Chase. Thrasya petrosa ingår i släktet Thrasya och familjen gräs. Inga underarter finns listade i Catalogue of Life.